# Dulcele sărut al Daliei (film)
Dulcele sărut al Daliei este un film thriller-dramatic din 2006 regizat de Brian De Palma, adaptare a romanului cu același nume de James Ellroy, inspirat la rândul său de uciderea tinerei Elizabeth Short.

## Subiect
În ianuarie 1947 doi polițiști, Lee Blanchard (Aaron Eckhart) și Bucky Bleichert (Josh Hartnett) din Los Angeles, anchetează moartea misterioasă a tinerei Elizabeth Short (Mia Kirshner). Bucky află că Elizabeth, supranumită Black Dahlia deoarece obișnuia să se îmbrace în negru, era o actriță aspirantă și apăruse într-un film pornografic. Merge la un club de noapte frecventat de homosexuali unde o întâlnește pe Madeleine Linscott (Hilary Swank) care seamănă în mod izbitor cu Elizabeth. Madeleine care provine dintr-o familie importantă, îi mărturisește lui Bucky că o cunoscuse bine pe Elizabeth, dar îi cere să nu o implice în anchetă promițându-i în schimb favoruri sexuale. Astfel Bucky începe o relație cu enigmatica Madeleine și are prilejul să-i cunoască pe părinții acesteia: Emmett și Ramona. Între timp colegul lui Lee, obsedat de rezolvarea cazului se îndepărtează de prietena lui, Kay Lake (Scarlett Johansson), care este prietenă apropiată și cu Bucky. După ce Lee și Bucky au o discuție urâtă despre un caz precedent, Bucky merge acasă la Kay și Lee pentru a-și cere scuze, dar află de la Kay că Lee a plecat să se întâlnească cu Bobby DeWitt recent eliberat din închisoare. Înțelegând pericolul în care se află Lee, Bucky pleacă în ajutorul său, dar când sosește îl vede pe Lee împușcându-l pe Bobby DeWitt, dar la rândul său Lee este atacat de un bărbat și în timp ce se luptă cu acesta o altă persoană îl atacă și îl aruncă jos împreună cu primul agresor.
Bucky o informează pe Kay despre moartea lui Lee.
Pe urmele unui film pornografic interpretat de Elizabeth și Lorna Mertz (Jemima Rooper), Bucky ajunge la concluzia că Emmett Linscott este cel care a ucis-o pe Elizabeth. Sosit acasă la miliardarul Emmett, îl acuză de crimă, dar soția lui Emmett, Ramona (Fiona Shaw), mărturisește că ea a ucis-o pe Elizabeth, apoi se sinucide.
Câteva zile mai târziu Bucky află că Madeleine l-a ucis pe Lee deoarece acesta îl șantaja pe bogatul său tată. Bucky se întâlnește cu Madeleine la un motel și o ucide, apoi se întoarce acasă la Kay.

## Distribuție
- Josh Hartnett - detectivul Dwight Bucky Bleichert
- Scarlett Johansson - Kay Lake
- Aaron Eckhart - sergentul Leland Lee Blanchard
- Hilary Swank - Madeleine Linscott
- Mia Kirshner - Elizabeth Short
- Fiona Shaw - Ramona Linscott
- Rose McGowan - Sheryl Saddon
- John Kavanagh
- Brian De Palma - Emmett Linscott
- Rachel Miner
- William Finley
- Jemima Rooper - Lorna Mertz

## Recepție
Filmul a primit recenzii negative din partea criticilor. Totuși Mia Kirshner a fost lăudată pentru felul în care a interpretat-o pe Elizabeth Short. De asemenea filmul a fost nominalizat la Premiul Oscar pentru cea mai bună imagine, dar a pierdut, premiul fiind câștigat de filmul Labirintul lui Pan.

## Legături externe
- Dulcele sărut al Daliei - www.imdb.com, accesat pe 16 noiembrie 2014